# Curling aux Deaflympics
Le Curling aux Deaflympics d'hiver est une discipline olympique depuis les Deaflympics d'hiver de 2007 à Salt Lake City. Les champions en titre sont chez les hommes le Canada et chez les femmes le Russie.

## Palmarès

### Hommes
Le tableau suivant retrace pour chaque édition de la compétition le palmarès du tournoi et la nation hôte.
| N° | Édition                     | Ville hôte      | Or           | Argent       | Bronze       |
| -- | --------------------------- | --------------- | ------------ | ------------ | ------------ |
| 1  | Deaflympics d'hiver de 2007 | Salt Lake City  | Canada       | États-Unis   | Chine        |
| 2  | Deaflympics d'hiver de 2015 | Khanty-Mansiïsk | Canada       | Hongrie      | Japon        |
| 3  | Deaflympics d'hiver de 2019 |                 | Pays inconnu | Pays inconnu | Pays inconnu |

### Femmes
Le tableau suivant retrace pour chaque édition de la compétition le palmarès du tournoi et la nation hôte.
| N° | Édition                     | Ville hôte      | Or           | Argent       | Bronze       |
| -- | --------------------------- | --------------- | ------------ | ------------ | ------------ |
| 1  | Deaflympics d'hiver de 2007 | Salt Lake City  | Canada       | États-Unis   | Slovaquie    |
| 2  | Deaflympics d'hiver de 2015 | Khanty-Mansiïsk | Russie       | Croatie      | Chine        |
| 3  | Deaflympics d'hiver de 2019 |                 | Pays inconnu | Pays inconnu | Pays inconnu |

## Tableau des médailles
| Rang | Nation     | Or | Argent | Bronze | Total |
| ---- | ---------- | -- | ------ | ------ | ----- |
| 1    | Canada     | 2  | 0      | 0      | 2     |
| 2    | États-Unis | 0  | 1      | 0      | 1     |
| 2    | Hongrie    | 0  | 1      | 0      | 1     |
| 4    | Chine      | 0  | 0      | 1      | 1     |
| 4    | Japon      | 0  | 0      | 1      | 1     |

| Rang | Nation     | Or | Argent | Bronze | Total |
| ---- | ---------- | -- | ------ | ------ | ----- |
| 1    | Canada     | 1  | 0      | 0      | 1     |
| 1    | Russie     | 1  | 0      | 0      | 1     |
| 3    | Croatie    | 0  | 1      | 0      | 1     |
| 3    | États-Unis | 0  | 1      | 0      | 1     |
| 5    | Chine      | 0  | 0      | 1      | 1     |
| 5    | Slovaquie  | 0  | 0      | 1      | 1     |